# Elecciones parlamentarias de Venezuela de 2020
Las elecciones parlamentarias de Venezuela de 2020 fueron celebradas el día 6 de diciembre de 2020 para renovar todos los escaños de la Asamblea Nacional. La duración de los parlamentarios en el ejercicio de sus funciones es de cinco años, y fueron elegidos 277 diputados para la V Legislatura, la cual inició el 5 de enero de 2021 y cesará el 5 de enero de 2026.
Los partidos opositores que conformban el bloque de la oposición acordaron unánimemente no participar en las elecciones parlamentarias, citando denuncias de irregularidades en la planificación de los comicios y sostuvieron que probablemente serían fraudulentos. Un total de 27 partidos firmaron el acuerdo, incluyendo a los partidos principales Acción Democrática, Primero Justicia, Un Nuevo Tiempo y Voluntad Popular.
El bloque opositor criticó la designación que hiciera el Tribunal Supremo de Justicia de los integrantes del Consejo Nacional Electoral en junio de 2020, señalando que es competencia de la Asamblea Nacional, y al menos siete partidos políticos habían sido intervenidos judicialmente y secuestrado sus tarjetas electorales, incluyendo a  Acción Democrática, Primero Justicia, y Voluntad Popular. Los políticos Henrique Capriles y Stalin González inicialmente hicieron un llamado a participar en las elecciones, pero se retiraron posteriormente para exigir mejores condiciones electorales. Como respuesta, Juan Guaidó convocó a un pacto unitario junto a los dirigentes de 37 partidos políticos, reiterando «no participar en el fraude del régimen y convocar una consulta popular».
El Grupo de Lima, el Grupo Internacional de Contacto sobre Venezuela, los Estados Unidos y la Unión Europea expresaron su rechazo ante las acciones para convocar a unas elecciones parlamentarias en 2020 sin condiciones libres ni justas. El Grupo Internacional de Contacto, encabezado por Uruguay, lamentó una renovación del CNE que «socava la credibilidad del próximo proceso electoral», y la Organización de Estados Americanos (OEA) rechazó la designación «ilegal» del CNE y recordó que se necesitan unos organismos independientes para celebrar unas elecciones «justas, libres y transparentes» en el país. La Oficina del Alto Comisionado de las Naciones Unidas para los Derechos Humanos, liderada por Michelle Bachelet, indicó que «las recientes decisiones del Tribunal Supremo de Justicia disminuyen la posibilidad de construir condiciones para procesos electorales creíbles y democráticos» y «nombran nuevos rectores del Consejo Nacional Electoral sin el consenso de todas las fuerzas políticas e interfieren en la organización interna de dos de los principales partidos políticos de la oposición».
El proceso se caracterizó por un importante ausentismo electoral a nivel nacional. El Consejo Nacional Electoral declaró en su primer boletín electoral que hubo una participación de alrededor de 30.18%, menos de 43 puntos porcentuales que en las elecciones parlamentarias del 2015 que llegaron a 74.17%. El bloque opositor que no participó estimó que la participación fue todavía menor de un 16,1%. Junto con las elecciones presidenciales de 2018, las elecciones tuvieron la abstención más alta en la historia desde la llegada de la democracia en 1958.
Entre las denuncias de irregularidades durante las elecciones se encuentran el uso de bienes y recursos tanto públicos como de las Fuerzas Armadas para la movilización de electores, amenazas de votantes, presencia de grupos armados en la cercanía de centros electorales, propaganda y proselitismo político cerca de los centros e incumplimiento de las medidas de prevención contra del COVID-19.

## Antecedentes
Para principios del año 2018, Nicolás Maduro había planteado realizar las elecciones parlamentarias junto con las elecciones presidenciales; sin embargo, la propuesta fue rechazada por el Consejo Nacional Electoral (CNE), que indicó que realizar ambas elecciones no era posible por falta de logística y tiempo.
En febrero del 2019, Maduro volvió a plantear la idea de unas elecciones parlamentarias adelantadas con el fin de que se realicen a finales de ese mismo año.
El 7 de marzo de 2020 hubo un incendio en los galpones del Consejo Nacional Electoral (CNE) en Filas de Mariche. Tibisay Lucena, presidenta del organismo, anunció la pérdida de 582 computadoras, 49.408 máquinas de votación, 400 boletas electrónicas, 22.434 inversores de corriente, 49.323 captahuellas y 127 boletas que iban a desincorporarse. Andrés Caleca, exrector del CNE, afirmó que en materia de hardware el CNE «está en cero», y que en el incendio se perdió la infraestructura electoral, las maquinarias y capta huellas y la capacidad operativa para programar las máquinas.
A mediados de 2020, los políticos opositores Henrique Capriles y Stalin González, hicieron un llamado a participar en las elecciones. Como respuesta, Juan Guaidó convocó a un Pacto Unitario junto a los dirigentes de 37 partidos políticos, reiterando «no participar en el fraude del régimen y convocar una consulta popular en Venezuela». Después de haberse reunido con Guaidó, la líder del partido Vente Venezuela, María Corina Machado, rechazando la propuesta de una consulta, criticando la incapacidad de Guaidó por sacar a Maduro del poder, y destacando la importancia de una opción militar. Elliott Abrams, enviado especial de Estados Unidos para Venezuela, catalogó como «surrealista» la propuesta de María Corina.
En septiembre Nicolás Maduro anunció que los militares buscarían a los electores a sus casas para votar como parte de un «plan de bioseguridad», al igual que rechazó la posibilidad de posponer las elecciones.
Posteriormente Capriles y Stalin González se retiraron de las elecciones con el objetivo de presionar para lograr mejores condiciones electorales.

### Designación del CNE por el TSJ
El 16 de septiembre de 2019 un grupo de partidos minoritarios de la oposición, desligadas de la coalición Mesa de la Unidad Democrática, firmó un acuerdo con el oficialismo en la sede de la cancillería. Los firmantes opositores fueron Timoteo Zambrano, en representación del partido Cambiemos Movimiento Ciudadano; Claudio Fermín, en representación de Soluciones para Venezuela; Luis Agusto Romero, del partido Avanzada Progresista; y Felipe Mujica y Leopoldo Puchi, en representación de Movimiento al Socialismo. Entre los puntos acordados se encontraba la confirmación de un nuevo Consejo Nacional Electoral.
En octubre del 2019, la Asamblea Nacional aprobó el inicio de la designación del comité de postulaciones de los nuevos integrantes del Consejo Nacional Electoral (CNE).
En enero de 2020, el constituyente Hermann Escarrá afirmó que la Asamblea Nacional Constituyente (ANC) podía designar a los rectores principales del CNE. En marzo, Javier Bertucci declaró que la Asamblea Nacional Constituyente podía designar a los integrantes del CNE, afirmando que sería un gran error permitirlo, y exhortó a los diputados de la Asamblea Nacional a repetir la elección de la junta directiva. Bertucci aseguró que si para el 20 de marzo no se llegaba a un acuerdo, los integrantes de la mesa de diálogo introducirían un documento ante el Tribunal Supremo de Justicia (TSJ) para declarar omisión legislativa.
En mayo, el Comité de Postulaciones Electorales de la Asamblea Nacional, encargado de designar a un nuevo CNE, anunció que suspendería sus actividades indefinidamente por la pandemia de COVID-19. El 26 de mayo la Sala Constitucional del Tribunal Supremo de Justicia TSJ emite una sentencia la decisión N.º 0065-2020 que ratifica la directiva de la Asamblea Nacional, conformada por los diputados Luis Parra como Presidente, Franklyn Duarte como Primer Vicepresidente y José Gregorio Noriega como Segundo Vicepresidente, como válida. Y se desentiende de la directiva de Juan Guaidó, afectando a la mayoría opositora.
El 5 de junio el TSJ declara la omisión inconstitucional de la Asamblea Nacional y se prepara para designar los rectores del Consejo Nacional Electoral violando el artículo 8 de la Ley Orgánica del Poder Electoral y el principio democrático de la constitución que indica que todos los altos funcionarios del Estado tienen que ser electos en forma indirecta por la Asamblea Nacional por las dos terceras partes. La noche del 12 de junio, el TSJ designó a los nuevos cinco rectores del organismo electoral, incluyendo a Indira Alfonzo Izaguirre como presidenta del mismo y a Rafael Simón Jiménez como vicepresidente. También se designó a Gladys Gutiérrez y José Luis Gutiérrez Parra como rectores principales, y mantuvo el cargo la rectora Tania D’Amelio. Juan Guaidó rechazó el procedimiento del TSJ y afirmó que la Asamblea Nacional es la única con derecho a escoger la comisión electoral. El vicepresidente de la Asamblea Nacional Juan Pablo Guanipa, llamó al desconocimiento de la comisión dictada por el TSJ.
El 30 de junio, el CNE designado por el TSJ acordó aumentar a 277 el número de diputados elegibles para la Asamblea Nacional y anunció que los comicios parlamentarios se realizarían en diciembre de 2020.

### Suspensión de directivas de partidos políticos
El 27 de agosto de 2019 el Tribunal Supremo de Justicia suspendió a la junta directiva del partido Copei para designar una mesa directiva presidida por Miguel Salazar. Previamente, la Asamblea Nacional Socialcristiana eligió presidir a Mercedes Malavé el 27 de marzo de 2019.[cita requerida]
En enero de 2020, los diputados José Brito y Conrado Pérez introdujeron un recurso de amparo ante el Tribunal Supremo de Justicia contra la directiva de Primero Justicia después de haber sido expulsados del partido, exigiendo que se les «restituyeran sus derechos» dentro de la organización política, y que además se nombrara a una nueva directiva «que resida en el país» y convocara a elecciones dentro del partido. Los diputados fueron atendidos por el presidente de la sala constitucional y la reunión duró poco más de una hora. En las afueras del Tribunal Supremo, un grupo de alrededor de doscientas personas se concentraron en apoyo a los diputados. Horas antes se entregaron camisas alusivas al partido, la mayoría aparentemente nuevas y varias personas entrevistadas manifestaron desconocer los motivos de la concentración o en qué consistía el recurso presentado. En algunos casos afirmaron haber sido llevados en autobús y no sabían decir con precisión desde hace cuanto tiempo pertenecían al partido o ignoraban que el diputado Luis Parra no se encontraba en el lugar.
En mayo, Tarek William Saab, fiscal general designado por la Asamblea Nacional Constituyente, le solicitó al Tribunal Supremo de Justicia declarar al partido Voluntad Popular como una «organización terrorista», y por ende la ilegalizacion del partido. Voluntad Popular rechazó dichas acusaciones.
El 15 de junio el Tribunal Supremo de Justicia suspendió a la junta directiva del partido Acción Democrática para designar una mesa directiva presidida por José Bernabé Gutiérrez, días después de que su hermano José Luis Gutiérrez fuera designado por el TSJ como rector del Consejo Nacional Electoral. El primero fue expulsado del partido al día siguiente.
El 17 de junio el TSJ procedió a tomar la misma medida con el partido Primero Justicia y designó junta directiva ad hoc presidida por José Brito, quien estaría encargado de la designación del resto de los cargos de Primero Justicia y de las autoridades regionales, municipales y locales.
El 7 de julio el TSJ también suspendió la junta directiva del partido Voluntad Popular, convirtiéndose en la tercera organización política intervenida judicialmente en el último mes, designando una junta directiva ad hoc presidida por José Gregorio Noriega, previamente expulsado de Voluntad Popular. El TSJ también dictaminó que Noriega «podrá utilizar la tarjeta electoral, el logo, símbolos, emblemas, colores y cualquier otro concepto propio» del partido y suspendió las expulsiones de tanto de Noriega como de Guillermo Luces y Lucila Pacheco, integrantes de la nueva junta.
El 20 de julio, el Tribunal Supremo suspendió la junta directiva del Movimiento Republicano y nombró una junta directiva ad hoc presidida por Manuel Rivas. La junta directiva ad hoc del partido podría utilizar el carnet electoral, logotipo, símbolos, emblemas, colores y cualquier otro concepto de partido.
El 18 de agosto el Tribunal Supremo intervino adicionalmente al partido Tupamaro, de extrema izquierda, y le entregó la dirección del partido a una junta ad hoc para usar las sedes, siglas, la tarjeta electoral, los símbolos y los emblemas electorales del partido. La intervención tuvo lugar después de que el partido anunciara una alianza electoral sin el PSUV. El 21 de agosto el Tribunal Supremo hizo lo mismo con el partido Patria Para Todos, de izquierda heterodoxa, el cual también había anunciado una alianza electoral sin el PSUV, y posteriormente el Tribunal intervino el 26 de agosto al partido Bandera Roja y a Compromiso País, entregándole las direcciones de ambos partidos a una junta ad hoc.
Después de que Henrique Capriles hiciera un llamado a la participación en las elecciones, el TSJ revirtió la intervención al partido Primero Justicia, quitándole la directa a José Brito. Luego de la sentencia, Primero Justicia ratificó que no participaría en las elecciones.

### Amenazas y ataques
El 10 de agosto colectivos tomaron con palos, botellas y gases lacrimógenos las dos sedes principales en Caracas de Acción Democrática: en La Florida y en El Paraíso. Al menos cuatro periodistas resultaron heridos durante los sucesos.
Después de que el Partido Comunista de Venezuela (PCV) anunciara su separación del Gran Polo Patriótico, junto con otros partidos como Patria Para Todos (PPT), y una nueva plataforma llamada Alternativa Popular Revolucionaria (APR), el PCV denunció la presencia de funcionarios del Servicio Bolivariano de Inteligencia (SEBIN) en su sede en Puerto Cabello, estado Carabobo.
Durante la campaña electoral, distintos candidatos y dirigentes de la APR fueron víctimas de detenciones, agresiones físicas, despidos laborales e incluso de amenazas de muerte. Asimismo, el PCV ha denunciado irregularidades en los simulacros electorales como aparición de candidatos que no corresponden a los postulados por la APR. De igual manera, denunciaron censura mediática contra sus candidatos y propuestas.
El 26 de noviembre el candidato de Primero Venezuela Waldo Santeliz fue asesinado durante un mitin electoral. La organización responsabilizó como «presunto autor intelectual» a Michel Duque, exalcalde chavista de Santa Isabel, estado Trujillo.
El 25 de noviembre Freddy Vásquez, dirigente del partido socialcristiano Copei en Aragua y candidato en la lista del estado Aragua, falleció a causa de un desconocido arrollamiento. Sus compañeros desconocían su paradero hasta que lo encontraron el 30 de noviembre en la morgue de Caña de Azúcar en El Limón.

## Sistema electoral
En la sentencia del 5 de junio del 2020 que declaraba la omisión legislativa, el Tribunal Supremo de Justicia decidió «desaplicar» los artículos 14, 15, 174, 175, 176, 177, 178, 179, 180, 181, 182 y 186 de la Ley Orgánica de Procesos Electorales (LOPRE), como respuesta al recurso presentado por Javier Bertucci, Claudio Fermín, Timoteo Zambrano y otros, en los que solicitaron la modificación del mecanismo de circunscripción especial indígena y la incorporación de un Cociente Electoral Nacional. El 12 de junio el mismo tribunal sentenció que los cambios legislativos acordes debían ser realizados por el Consejo Nacional Electoral designado en la misma sentencia.
Por decisión del Consejo Nacional Electoral, el sistema electoral de Venezuela sustituyó la figura del observación internacional por un «acompañamiento conveniente».

### Número de escaños
El 30 de junio la presidenta del CNE, Indira Alfonzo, anunció la normativa correspondiente, consistente en la ampliación de 93 escaños proporcionales con respecto a los actuales para un total de 144 por esta categoría —distribuidos entre listas estadales a través de las cuales se elegirán 96 diputados y una nueva lista nacional para la adjudicación de 48 diputados adicionales—, y 20 escaños nominales que suman 133, siendo 277 todos los diputados a elegir. Siendo:
| Entidad          | Número de diputados | Número de diputados | Número de diputados |
| Entidad          | Lista               | Nominales           | Total               |
| ---------------- | ------------------- | ------------------- | ------------------- |
| Distrito Capital | 5                   | 8                   | 13                  |
| Amazonas         | 3                   | 3                   | 6                   |
| Anzoátegui       | 4                   | 7                   | 11                  |
| Apure            | 3                   | 3                   | 6                   |
| Aragua           | 5                   | 7                   | 12                  |
| Barinas          | 3                   | 4                   | 7                   |
| Bolívar          | 4                   | 6                   | 10                  |
| Carabobo         | 6                   | 10                  | 16                  |
| Cojedes          | 3                   | 3                   | 6                   |
| Delta Amacuro    | 3                   | 3                   | 6                   |
| Falcón           | 3                   | 4                   | 7                   |
| Guárico          | 3                   | 4                   | 7                   |
| Lara             | 5                   | 8                   | 13                  |
| Mérida           | 3                   | 4                   | 7                   |
| Miranda          | 8                   | 11                  | 19                  |
| Monagas          | 3                   | 4                   | 7                   |
| Nueva Esparta    | 3                   | 3                   | 6                   |
| Portuguesa       | 3                   | 4                   | 7                   |
| Sucre            | 3                   | 4                   | 7                   |
| Táchira          | 4                   | 5                   | 9                   |
| Trujillo         | 3                   | 4                   | 7                   |
| Vargas           | 3                   | 3                   | 6                   |
| Yaracuy          | 3                   | 3                   | 6                   |
| Zulia            | 10                  | 15                  | 25                  |
| Nacional         | 48                  | —                   | 48                  |
| Venezuela        | 144                 | 133                 | 277                 |

Las listas estadales fueron cerradas y para la asignación de escaños se utiliza el sistema D'Hont; lo mismo ocurre con la lista nacional; sin embargo, la votación para la misma es indirecta y se calcula sumando los votos de las listas estadales del partido o grupo de elector que a su vez propone una lista a nivel nacional. Los diputados nominales se eligieron en circunscripciones uninominales o plurinominales según el nivel poblacional, con tantos votos como cargos haya para elegir; las circunscripciones nominales se mantuvieron en las mismas 87 divisiones del territorio nacional utilizadas para las elecciones anteriores.

### Representación indígena
Entre los artículos de la LOPRE que dejaron de aplicarse estaban relacionados con las condiciones, requisitos y formas en la que se eligieron a los representantes indígenas al parlamento. De acuerdo con el CNE, la desaplicación tiene el objetivo de «reivindicar las costumbres, usos y prácticas de las comunidades indígenas». La nueva normativa del CNE establece un sistema totalmente nuevo de votación, en el que la votación directa y personal se reemplazaba por un sistema de delegados que votarán en nombre de las comunidades indígenas, eliminando la elección en primer grado que ha existido en los procesos anteriores, a excepción de la elección especial para la Asamblea Constituyente de 1999.
El Consejo Electoral estableció que las comunidades indígenas deberán organizarse en una estructura que llamó «asambleas comunitarias», las cuales se reunirán y funcionarán de acuerdo con el cronograma que establezca el CNE. Las reuniones también debían contar con la presencia de un «agente de coordinación electoral» que designará el Consejo Electoral y será el responsable de la documentación que se emita en las asambleas. Las asambleas comunitarias debían elegir entonces un número no determinado todavía de voceros, los cuales a su vez irían a unas asambleas generales en las que procedería a elegir a los diputados indígenas que les correspondiera, según la región en la que se encuentraran, en nombre de su comunidad en una votación de segundo grado. La votación se realizaría el día de la elección ante la presencia de testigos de organizaciones indígenas postulantes que asistan al acto y del coordinador electoral que designe el CNE. El acto del voto se realizaría «a mano alzada» y los votos se reflejarían en un acta que posteriormente sería llevada a la Junta Regional Electoral y a la Oficina Regional Electoral de la entidad respectiva. El Consejo Electoral procedería luego a totalizar todas las actas recibidas. El candidato que recibiera la mayoría relativa de votos de los voceros sería elegido como diputado.
La normativa violaba los artículos 3 (personalización del voto) y 16 (derecho al voto nominal) de la LOPRE, y los artículos 5 (soberanía ejercida indirectamente mediante el sufragio) y 63 (voto universal, secreto y directo, y garantizar personalización del sufragio) de la constitución. Los cambios que realizó el CNE también violaban el artículo 298 de la constitución, el cual prohíbe modificar la Ley de Procesos Electorales en los seis meses anteriores a la fecha de las elecciones. Según el abogado constitucionalista Juan Manuel Raffalli, los cambios realizados eran ilegales porque no ofrecía una elección directa y secreta como establece la constitución.

## Cronograma electoral
El 1 de julio de 2020, la directiva del Concejo Nacional Electoral mediante rueda de prensa, convocó a elecciones parlamentarias para el día 6 de diciembre del mismo año, anunciando los puntos más importantes del cronograma electoral que regirá estos comicios.
| N.º | Actividades                                 | Fechas                                                          | Fechas                                                          | Estatus   | Estatus | Ref    |
| N.º | Actividades                                 | Inicio                                                          | Final                                                           | Estatus   | Estatus | Ref    |
| --- | ------------------------------------------- | --------------------------------------------------------------- | --------------------------------------------------------------- | --------- | ------- | ------ |
| 1   | Jornada especial de registro electoral      | 13 de julio de 2020                                             | 26 de julio de 2020                                             | Realizado | Sí      | —      |
| 2   | Selección de organismos subalternos         | 23 de julio de 2020                                             | 23 de julio de 2020                                             | Realizado | Sí      | —      |
| 3   | Presentación de postulaciones de candidatos | 10 de agosto de 2020                                            | 4 de septiembre de 2020                                         | Realizado | Sí      | [ 73 ] |
| 4   | Realización de 15 auditorías                | 14 de agosto de 2020                                            | 21 de enero de 2021                                             | Realizado | Sí      | —      |
| 5   | Simulacro electoral                         | 11 de octubre de 2020 y 15 de noviembre de 2020 (2.º simulacro) | 11 de octubre de 2020 y 15 de noviembre de 2020 (2.º simulacro) | Realizado | Sí      | [ 74 ] |
| 6   | Feria electoral                             | 2 de noviembre de 2020                                          | 30 de noviembre de 2020                                         | Realizado | Sí      | —      |
| 7   | Campaña electoral                           | 21 de noviembre de 2020                                         | 5 de diciembre de 2020                                          | Realizado | Sí      | —      |
| 8   | Elecciones parlamentarias 2020              | 6 de diciembre de 2020                                          | 6 de diciembre de 2020                                          | Realizado | Sí      | —      |

## Candidaturas

### Organizaciones participantes
Para estos comicios el Consejo Nacional Electoral habilitó un total de 107 partidos políticos, de los cuales 30 fueron organizaciones nacionales, 53 de carácter regional, 6 organizaciones indígenas nacionales y 18 organizaciones indígenas regionales. Asimismo, el poder electoral informó que fueron postulados más de 14 000 candidatos por parte de las organizaciones con fines políticos.
Entre las organizaciones participantes estuvieron:
- Gran Polo Patriótico Simón Bolívar : coalición oficialista integrada por partidos simpatizantes al gobierno de Nicolás Maduro e integrado por el Partido Socialista Unido de Venezuela, Unidad Popular Venezolana, Patria Para Todos (parcialmente), Movimiento Tupamaro de Venezuela (parcialmente), Movimiento Electoral del Pueblo y otras organizaciones políticas.[76]

- Alianza Democrática: alianza conformada por los partidos Avanzada Progresista, Esperanza por El Cambio, Cambiemos, además de las direcciones intervenidas judicialmente de Acción Democrática y de Copei .[77]
- Alianza Venezuela Unida: coalición integrada por Primero Venezuela (escisión de Primero Justicia), la dirección intervenida de Voluntad Popular y Venezuela Unida (antiguo Movimiento de Integración Nacional).[78]
- Alternativa Popular Revolucionaria: coalición de izquierda crítica con la administración de Nicolás Maduro e integrado por el Partido Comunista de Venezuela, Patria Para Todos-Corriente Rafael Uzcátegui, Movimiento Tupamaro de Venezuela-Corriente José Pinto, Lucha de Clases-Corriente Marxista Internacional, Izquierda Unida, Movimiento Bolivariano Revolucionario - 200, entre otras organizaciones.[79] De estas organizaciones, solo está habilitada la tarjeta del Partido Comunista para participar.[79]
- Soluciones para Venezuela: el partido postuló candidatos en alianza con el partido REDES, el cual no está habilitado para participar.[80]
- Movimiento al Socialismo.[80]
- Prociudadanos.[80]
- Unión y Progreso (Venezuela): escisión de Copei, encabezada por Mercedes Malavé.[80][81]
- Unidad Política Popular 89[82]
- Movimiento Ecológico de Venezuela
- Nueva Visión para mi País: participó bajo una dirección reconocida por el Consejo Nacional Electoral que no corresponde a la dirección establecida por su militancia.[83]

## Críticas
Para noviembre de 2019, los diputados opositores Juan Guaidó y Stalin González, junto con el ex-rector del CNE Vicente Díaz, declararon que una elección no resolvería la crisis nacional. Juan Guaidó, presidente de la Asamblea Nacional, dijo que la oposición del país no participaría en ningún espacio que no contribuyera con la solución de la crisis por la que pasa Venezuela.
Para mayo de 2020, durante la pandemia de COVID-19, el Observatorio Electoral Venezolano (OEV) y la Red de Observación Electoral de la Asamblea de Educación aseguraron que superar antes de celebrar un proceso electoral para la fecha planeada de diciembre de 2020, incluyendo problemas tecnológicos, condiciones y falta de acuerdos entre los factores políticos, diciendo que las elecciones para 2020 lucían poco viables.
En julio, las organizaciones electorales Súmate y Voto Joven denunciaron que durante la jornada de actualización e inscripción del registro electoral las medidas de bioseguridad, incluyendo poca o ninguna desinfección del equipo, como los captahuellas, y de los insumos, como los bolígrafos; el uso incorrecto del tapabocas, la ausencia de guantes y el incumplimiento del distanciamiento social.
El 29 de julio un grupo de ex autoridades del extinto Consejo Supremo Electoral introdujo ante el Tribunal Supremo de Justicia un amparo para pedir la suspensión de las normativas aprobadas por el CNE. Los solicitantes fueron Andrés Caleca, Eduardo Roche Lander, Ildemaro Martínez, Rafael Lander y Egleé González Lobato.
El 2 de agosto los partidos políticos que conforman la coalición de la Mesa de la Unidad Democrática acordaron unánimemente no participar en las elecciones parlamentarias, informando sobre la decisión mediante un comunicado, expresando no estar dispuestos a participar en unos comicios con probabilidad de ser fraudulentos y en el que se han denunciado irregularidades y haciendo un llamado a la comunidad internacional a desconocer los resultados del proceso. El comunicado fue firmado por 27 partidos en los que se encuentran todas las bancadas que tienen diputado en la Asamblea Nacional y dos partidos de representación indígena.
Los partidos que firmaron el documento fueron Acción Democrática, Alianza del Lápiz, Aprisal, Bandera Roja, Camina, Copei. Cuentas Claras, Encuentro Ciudadano, Fuerza Liberal, GuajiraVen, Izquierda Democrática, La Causa R, Moverse, Movimiento Republicano, NUVIPA, Parlinve, Movimiento por Venezuela, PDUPL, Primero Justicia, Proyecto Venezuela, Sociedad, Un Nuevo Tiempo, Unidad NOE, Unidos Para Venezuela, Vanguardia Popular, Voluntad Popular y Unidad Política Popular 89.
Un grupo de exdirectivos del Consejo Nacional Electoral, juristas, políticos y expertos presentaron ante la Sala Constitucional del TSJ un recurso de amparo solicitando la nulidad de la convocatoria de los comicios, pidiendo tiempo para organizarlos de forma «razonable y honrada». La iniciativa fue acompañada por una recolección de al menos 8.000 firmas en unos pocos días.
En septiembre, organizaciones de la sociedad civil lanzaron la plataforma Venezuela Documenta para apoyar a los ciudadanos en los «reportes y registros de las incidencia y patrones vinculados al debilitamiento de la democracia, los derechos humanos, la participación política y los procesos electorales en el país». La iniciativa estuvo formada por la Red Electoral Ciudadana, el Centro de Justicia y Paz (Cepaz), el Observatorio Global de Comunicación y Democracia, Voto Joven, Sinergia, Dale Letra y Diálogo Social.
La Facultad de Ciencias Jurídicas y Políticas y la Federación de Centros Universitarios de la Universidad Central de Venezuela rechazaron la convocatoria de los comicios.
En noviembre, candidatos de Alternativa Popular Revolucionaria realizaron un plantón en la sede del canal estatal Venezolana de Televisión (VTV) para protestar en contra de la falta de acceso a los medios de comunicación y de exposición de sus propuesta. Los candidatos se mantuvieron por varias horas sin que ningún directivo de la planta les ofreciera explicaciones sobre la situación.

### Representación indígena
El exgobernador del pueblo indígena kariña Wilson Espinoza y el integrante del Comité de Derechos de la Guajira José Marín han protestado en contra del Reglamento Especial para la Elección de los Diputados Indígenas a la Asamblea Nacional publicado el 24 de julio por el Consejo Electoral, sosteniendo que eliminó el voto directo de la minoría indígena, que redujo drásticamente el peso de la representación indígena en la Asamblea Nacional para las próximas elecciones parlamentarias y que impone a este grupo la votación de segundo grado.
El 26 de julio, en un comunicado público, Espinoza afirmó que la referida norma fue redactada y publicada sin consultar al directorio electoral, sin considerar las sugerencias y propuestas de los grupos indígenas, y advirtió que el plazo de 30 días establecido por el reglamento para la realización de las asambleas comunitarias, selección de voceros, asambleas generales y escogencia a mano alzada de los diputados que los representarán en la AN es irreal e imposible de cumplir, además de constituir un alto riesgo de contagio de COVID-19.

### Posición internacional
El Grupo de Lima, el Grupo Internacional de Contacto, los Estados Unidos y la Unión Europea expresaron su rechazo ante las acciones para convocar a unas elecciones parlamentarias en 2020 sin condiciones libres ni justas.
En un comunicado, los miembros del Grupo de Lima declararon que rechazaban y desconocían designación de los miembros del Consejo Nacional Electoral por el Tribunal Supremo de Justicia, calificándola como «ilegal» y sosteniendo que «vulnera abiertamente la constitución venezolana y socava las garantías mínimas necesarias para cualquier proceso electoral y para el retorno de la democracia en Venezuela».
El Grupo Internacional de Contacto, encabezado por Uruguay, lamentó una renovación del CNE que «socava la credibilidad del próximo proceso electoral». Esta declaración pública fue acordada por Bolivia, Panamá, Costa Rica, Ecuador, Reino Unido, la Unión Europea y siete de sus Estados miembros: Francia, Alemania, Italia, Países Bajos, Portugal, España y Suecia.
La Organización de Estados Americanos (OEA) rechazó la designación «ilegal» del CNE  y recordó que se necesitan unos organismos independientes para celebrar unas elecciones «justas, libres y transparentes» en el país.
La Oficina del Alto Comisionado de las Naciones Unidas para los Derechos Humanos, liderada por Michelle Bachelet, en una actualización del consejo de derechos humanos, indicó que «las recientes decisiones del Tribunal Supremo de Justicia disminuyen la posibilidad de construir condiciones para procesos electorales creíbles y democráticos» y «nombran nuevos rectores del Consejo Nacional Electoral sin el consenso de todas las fuerzas políticas e interfieren en la organización interna de dos de los principales partidos políticos de la oposición».
El secretario general de la OEA, Luis Almagro, y el expresidente español Felipe González condenaron la toma violenta de las sedes de Acción Democrática en Caracas.
En septiembre la Unión Europea rechazó la invitación de Nicolás Maduro de enviar una misión de observación para los comicios, reiterando que el oficialismo no ha cumplido las «condiciones mínimas» para que el proceso sea considerado «creíble y transparente».
En diciembre, los integrantes del Tribunal Supremo de Justicia en el exilio calificaron de “fraudulenta” la convocatoria de los comicios y aprobaron la continuidad en sus cargos a los actuales miembros de la Asamblea Nacional, incluyendo a su presidente Juan Guaidó, después del 5 de enero de 2021.

## Campaña
Durante el marco de la campaña electoral se transmitió una serie de debates a través de los cuatro canales de televisión nacional: Venezolana de Televisión, Venevisión, Globovision y Televen. En dichos debates los candidatos discutieron sobre la hiperinflación, las sanciones, la corrupción, la gestión de la Asamblea Nacional saliente, entre otros.
Durante la campaña electoral, distintos candidatos y dirigentes de la APR han sido víctimas de detenciones, agresiones físicas, despidos laborales e incluso de amenazas de muerte. El PCV denunció irregularidades en los simulacros electorales como aparición de candidatos que no corresponden a los postulados por la APR. También han denunciado censura mediática contra sus candidatos y propuestas.
A finales de octubre el jefe del comando militar REDI de Los Andes, el mayor general Ovidio Delgado Ramírez, anunció «campaña para repartir leña a la población».
El 25 de noviembre Freddy Vásquez, dirigente del partido socialcristiano Copei en Aragua y candidato en la lista del estado Aragua, falleció a causa de un desconocido arrollamiento. Sus compañeros desconocían su paradero hasta que lo encontraron el 30 de noviembre en la morgue de Caña de Azúcar en El Limón. El 26 de noviembre de 2020 es asesinado Waldo Santeliz, candidato de Primero Venezuela, durante un mitin electoral. Esta organización responsabilizó como «presunto autor intelectual» a Michel Duque, exalcalde chavista de Santa Isabel, estado Trujillo.
Durante un acto de campaña Diosdado Cabello declaró: «El que no vota, no come. Para el que no vote, no hay comida. Se le aplica una cuarentena ahí».
Iris Varela, candidata en las elecciones, le propuso al Tribunal Supremo de Justicia que emitiera órdenes de captura contra los individuos que hubieran pedido sanciones y a todos los que, a su juicio, «han atentado contra la patria».
En San Carlos, estado Cojedes, residentes de la urbanización Hábitat 93 denunciaron que el candidato Emmanuel Delgado usó los problemas de la comunidad para hacer proselitismo político en el sector, criticando que al tener cerca de cuatro meses sin suministro de gas en reiteradas ocasiones se acercaron a los jefes de calle para preguntarles sobre el despacho de gas, sin obtener respuestas.
En Maturín, estado Monagas, el PSUV utilizó el transporte público de la ciudad para movilizar a su militancia hasta el estadio Monumental, donde tuvo el cierre de campaña en presencia de Diosdado Cabello, dejando sin transporte a varios usuarios y ocasionando una protesta en el casco central, a la altura de la plaza El Estudiante. En Puerto Ordaz, estado Bolívar, se utilizó transporte hospitalario del Hospital Dr. Raúl Leoni para la movilización del cierre de campaña del PSUV. Como consecuencia, 22 niños en pediatría se quedaron sin la atención de enfermería porque las enfermeras no pudieron llegar a sus puestos de trabajo.

## Irregularidades
Pasadas las 2:30 p. m. del 6 de diciembre, la plataforma digital «Guachimán Ciudadano» reportaba más de 700 incidencias durante el desarrollo de las elecciones parlamentarias; La mayor incidencia denunciada fue la instalación de «puntos rojos» a menos de 200 metros de los centros electorales, hechos que violan la Ley Orgánica de Procesos Electorales y contraviene las declaraciones del vicepresidente del Consejo Nacional Electoral, Leonardo Morales, quien afirmó que los únicos puntos serían los biosanitarios.
Desde comienzos de año se realizaron denuncias de electores sobre cambios inconsultos en centros de votación, incluso llegando a ser reubicados hacia otros estados sin haberlo solicitado. El 17 de octubre el CNE informó sobre cambios en 199 centros de votación en 18 estados del país sin ofrecer explicaciones. La organización electoral Súmate denunció que el 28 de noviembre el Poder Electoral reubicó, sin explicar motivos, otros 200 centros de votación a igual número de centros existentes, afectando a 206.942 electores. El 30 de noviembre se conocieron más traslados en 119 centros de votación en 14 estados y el Distrito Capital que involucra a 168.681 electores, alegando razones de infraestructura en esta ocasión. Súmate alertó de que de los 119 centros, 30 fueron reubicados en nuevas localidades y que cuatro de ellos funcionarán en centros de salud, lo cual representaba un riesgo por la pandemia de coronavirus.
Según reportes de Súmate, ocurrieron las siguientes incidencias en los centros observados:
- 70,2% de los centros de votación tenían presencia de puntos rojos del PSUV en sus alrededores.[106] Esta cifra se divide en 2,4% que se encontraban dentro del centro electoral, 51,1% a menos de 200 metros del centro y 16,7% a más de 200 metros del mismo.[17]
- En 52,2% de los centros electorales se solicitó el Carnet de la Patria en los puntos rojos de participantes de las elecciones.[107] En el 3,8% de los centros observados, el carnet fue solicitado dentro del centro o la mesa de votación.[17]
- Se observó propaganda electoral en 42% de los centros.[17]
- Se observó movilización de electores con recursos o bienes públicos en 51,5% de los centros de votación.[17]
- Se observó movilización de electores con recursos o bienes de las Fuerzas Armadas en 23,7% de los centros electorales.[17]
- Se identificó en 53,2% de los centros electorales a estructuras del PSUV usando voto asistido para inducir, amenazar o coaccionar durante la emisión del voto.[17]
- En el 15,3% de los centros electorales se observó la presencia de grupos armados en las adyacencias.[17]
- No se respetó el distanciamiento social o medidas de prevención contra el COVID-19 en 56,3% de los centros de votación.[17]

Súmate también identificó el reparto de comida en el 15% de los centros de votación. Electores también denunciaron coacción con el carnet de la patria durante las elecciones.
Durante el proceso Nicolás Maduro no votó en el colegio electoral en el que está registrado, en el barrio popular de Catia en Caracas, ejerciendo su voto en cambio  dentro del cuartel militar Fuerte Tiuna.
El diputado Luis Parra no recibió los votos suficientes para que se le asignara un escaño por la lista regional de Yaracuy, donde estaba inscrito. Como respuesta, el CNE reemplazó el escaño de la lista nacional que había anunciado anteriormente para José Gregorio Noriega por el de Luis Parra. Según el artículo 7 de las Normas Especiales para las Elecciones a la Asamblea Nacional, los «candidatos o candidatas que se postulen en la Lista de Adjudicación Nacional no podrán postularse en ningún cargo nominal o lista regional, o viceversa».

## Proceso

### Abstención
El proceso electoral el 6 de diciembre se caracterizó por un notable ausentismo y abstención a nivel nacional. Durante las elecciones hubo filas para estaciones de gasolina más largas que las de los centros electorales, y la jornada contrastaba con la gran participación que hubo en las elecciones parlamentarias anteriores de 2015.
A través de las redes sociales se filtraron los mensajes desesperados de gobernadores y alcaldes llamando a empujar la participación en el proceso.
En la mayoría de los centros electorales del estado Vargas se reportó una falta de afluencia de votantes. Tanto el gobernador oficialista del estado, Jorge García Carneiro, como el hijo de Nicolás Maduro, Nicolás Maduro Guerra, quien encabezaba el voto lista de la entidad, expresaron no estar conformes con los resultados electorales en audios distribuidos entre los grupos de WhatsApp del Partido Socialista Unido de Venezuela (PSUV). Carneiro le pidió a la militancia del PSUV movilizar a electores ante la escasa participación en las elecciones parlamentarias, expresando que «No estamos conformes con los resultados». Por su parte, Maduro Guerra hizo un llamado a las estructuras del PSUV para que fuesen «casa por casa y vereda por vereda» en busca de los electores, expresando: «Vamos a hacer que el remate perfecto, remate de verdad, para compensar lo que tal vez no pudimos lograr en las horas pasadas, necesitamos dar ese mensaje. Es por la revolución, no estamos jugando carritos».
En el estado Carabobo también se reportó un alto ausentismo marcado por la soledad de los centros electorales; Centro de Estudios Carabobo, uno de los centros de votación con más electores de la parroquia Salom, estuvo solo en la mañana y en la tarde. En el sector público de salud y educación hubo “chequeos” de nómina para constatar que los empleados acudieran a votar, y trabajadores tanto de esos sectores como otros denunciaron que fueron presionados y amenazados por sus jefes para votar. Fuentes internas en el sector militar reportaron que muchos soldados no acudieron a votar y cuando desde los altos mandos se les llamó para «exhortarlos» a que sufragaran, muchos respondieron que no tenían gasolina para movilizarse.
El gobernador Rafael Lacava votó antes del mediodía en la escuela nacional Santa Cruz de la parroquia Goaigoaza de Puerto Cabello. Alrededor de las 4:00 p. m., compartió un audio en el que pedía a la dirigencia del PSUV aportar el resto de la votación, después de afirmar que el estado aportaría una participación importante. En la tarde Liseth Cadet, la jefa de alimentación de la alcaldía de Puerto Cabello, envió un audio en el que llamaba a los «jefes de calle», de los CLAP y de las UBCh a «redoblar, a partir de las 5:00 pm, la movilización de electores porque así lo está pidiendo y evaluando el estado mayor de alimentación». Alrededor de las 6:00 p. m. Lacava le pide a los dirigentes oficialistas en otro audio «rematar el carreteo de gente» para incrementar la participación.
El gobernador oficialista del estado Yaracuy, Julio León Heredia, llamó la atención a su equipo de trabajo y les ordenó buscar a quienes no hubiesen votado para llevarlos a los centros de votación aplicando cualquier método, ya que «en este momento la abstención está muy elevada».

### Incidentes
Durante las elecciones Leocenis García, líder del partido Prociudadanos, informó que atropelló a una mujer al salir de un centro de votación en La Florida, Caracas. Explicó que la acompañó a la clínica La Florida y aseguró que no fue herida de gravedad.
Representantes del Partido Comunista de Venezuela denunciaron el allanamiento de la sede de su comando de campaña en el estado Zulia por funcionarios de la Guardia Nacional y la policía, sin mostrar orden de allanamiento, y de la detención de cuatro miembros del partido.
En el Palacio de los Cóndores, el palacio de gobierno del estado Zulia, personas adeptas al oficialismo ingresaron abrupta y violentamente, insultando, lanzando sillas y otros objetos, para exigir «lo que se les había prometido». La policía regional no pudo controlar la situación.

## Resultados
Durante la madrugada del 7 de diciembre, la presidenta del Consejo Nacional Electoral, Indira Alfonzo, dio lectura al primer Boletín de resultados, en donde se comunicó la victoria oficial del Partido Socialista Unido de Venezuela (PSUV) y sus aliados. Las autoridades electorales anunciaron que se registró una participación ciudadana del 31% en el primer anuncio electoral de Caracas, y que hasta ese momento el 83% de los votos habían sido totalizados. De acuerdo al boletín emitido por el Poder Electoral, de un total de 5.264.104 votos emitidos, el PSUV y otros partidos oficialistas recibieron 3.558.320 votos, alrededor del 67%, mientras que los partidos minoritarios obtuvieron menos de 20% de los votos.
La oposición también declaró que hubo una participación muy baja en el proceso. La comisión opositora del “Observatorio contra el Fraude» informó el 6 de diciembre en la noche que hubo apenas un 16,1% de participación.
Según Meganálisis, la participación consistió en el 19.13% del padrón electoral registrado.
En horas de la tarde del lunes 7 de diciembre, el CNE emitió un segundo Boletín parcial con una transmisión del 98.63% de actas de escrutinio en el cual la participación nacional se ubicó en el 30.50%, lo que equivale a 6.251.080 sufragantes. Así mismo se dio a conocer que las organizaciones que conforman la alianza del Gran Polo Patriótico obtuvieron 4.277.926 votos que representa el 68.43% de los sufragios, mientras que la Alianza Democrática obtuvo 1.095.160 votos para un 17.52%.

## Encuestas
| Fecha                | Encuestadora                                                                                                 | GPPSB               | AD   | PJ   | VP    | VV   | MUD   | UNT  | COPEI | Otro  | Indeciso | Ninguno |
| -------------------- | --- | ------------------- | ---- | ---- | ----- | ---- | ----- | ---- | ----- | ----- | -------- | ------- |
| 3 dic 2020           | Datanálisis                                                                                                  | —                   | —    | —    | —     | —    | —     | —    | —     | —     | —        | 91,4%   |
| 23 nov 2020          | Consultores21                                                                                                | —                   | —    | —    | —     | —    | —     | —    | —     | —     | —        | 62%     |
| 21 ago 2020          | Hinterlaces                                                                                                  | 56%[cita requerida] | —    | —    | —     | —    | 13%   | —    | —     | 26%   | —        | 26%     |
| Julio de 2020        | Delphos | 22.9%               | —    | —    | —     | —    | 30.8% | —    | —     | 19.3% | 14.4%    | 12.6%   |
| Junio de 2020        | ICS Archivado el 25 de noviembre de 2020 en Wayback Machine.                                                 | 35.1%               | —    | —    | —     | —    | 17.0% | —    | —     | 9.8%  | 38.1%    | —       |
| 26 ago-6 sep de 2019 | Pronóstico Archivado el 18 de septiembre de 2020 en Wayback Machine.                                         | 13.9%               | 3.3% | 5.1% | 10.5% | 5.0% | —     | 0.4% | 1.7%  | 0.2%  | 1.7%     | 58,0%   |
| 6-15 jun 2019        | Pronóstico (enlace roto disponible en Internet Archive; véase el historial, la primera versión y la última). | 12.8%               | 4.0% | 5.5% | 10.9% | 2.8% | —     | 0.4% | 1.9 % | 0.4%  | 1.2%     | 59,2%   |
| Mayo de 2019         | Datanálisis                                                                                                  | 11.1%               | 8.5% | 3.2% | 4.2%  | 0.8% | 4.4%  | 2.0% | —     | 2.0%  | 3.2%     | 59,2%   |
| 17 mar 2019          | DatinCorp | 17.6%               | 8.2% | 6.1% | 7.0%  | 1.3% | —     | 1.0% | —     | —     | —        | 49,2%   |
| Marzo de 2018        | Datanálisis Archivado el 27 de abril de 2020 en Wayback Machine.                                             | 18.1%               | 2.2% | 0.9% | 1.0%  | 0.2% | 8.0%  | 1.8% | —     | 1.4%  | 4.8%     | 60,1%   |

## Reacciones
La legitimidad de las elecciones había sido rechazada meses antes de que tuvieran lugar por la Organización de Estados Americanos (OEA), la Unión Europea, los países miembros del Grupo de Lima y Estados Unidos, advirtiendo que el proceso carecía de garantías. Varios países, incluyendo a Canadá, Chile, Colombia y Estados Unidos, anunciaron que no reconocerían los resultados de las elecciones.
Después del anuncio de los resultados, el Consejo de Asuntos Exteriores de la Unión Europea desconoció las elecciones, lamentando la falta de voluntad para lograr un proceso democrático con garantías. El Grupo de Lima calificó los comicios de «ilegítimos» y declaró que la victoria del oficialismo carecía de legalidad.
El entonces secretario de Estado de Estados Unidos, Mike Pompeo, dijo que las elecciones fueron una "farsa política".
La Internacional Socialista calificó las elecciones de “ilegítimas”.